# Lista de vencedores do Lambda Literary Award
Lista dos vencedores do prémio Lambda Literary Award (Lammy).

## Categorias

### A Escolha do Editor
| Ano  | Autor                                         | Título                             |
| ---- | --------------------------------------------- | ---------------------------------- |
| 2002 | John D'Emilio                                 | The World Turned (Duke University) |
| 1998 | Naeem Murr                                    | The Boy (Houghton Mifflin)         |
| 1998 | Joan M. Drury, Spinsters Ink                  |                                    |
| 1997 | Patricia Nell Warren                          | Billy's Boy (Wildcat)              |
| 1997 | Douglas Mitchell, University of Chicago Press |                                    |

### Antologia
| Ano  | Autor                                         | Título                                           |
| ---- | --------------------------------------------- | ------------------------------------------------ |
| 2011 | Kate Bornstein e S. Bear Bergman, editores.   | Gender Outlaws: The Next generation (Seal Press) |
| 2007 | Richard Labonte e Lawrence Schimel, editores. | First Person Queer (Arsenal Pulp Press)          |

#### Antologia/Ficção
| Ano  | Autor                                                | Título                                                     |
| ---- | ---------------------------------------------------- | ---------------------------------------------------------- |
| 2004 | Edmund White e Donald Weise, editores.               | Fresh Men: New Voices in Gay Fiction (Carroll & Graff)     |
| 2003 | Michael Bronski, editor                              | Pulp Friction (St. Martin's Press)                         |
| 2002 | Devon Carbado, Dwight McBride e Don Weise, editores. | Black Like Us (Cleis Press)                                |
| 2001 | Helen Sandler, editor                                | Diva Book of Short Stories (Millivres)                     |
| 2000 | David Bergman e Karl Woelz, editores.                | Men on Men 2000 (Plume)                                    |
| 1999 | Naomi Holoch, Joan Nestle, e Nancy Holden, editores. | Vintage Book of International Lésbico - Ficção (Vintage)   |
| 1998 | Byrne R.S. Fone, editor                              | Columbia Anthology of Gay Literature (Columbia University) |
| 1997 | Robert Drake with Terry Wolverton, editores.         | His(2) (Faber & Faber)                                     |

#### Antologia/Ensaio/Não-ficção
| Ano  | Autor                                                                   | Título |
| ---- | ----------------------------------------------------------------------- | --- |
| 2006 | Greg Herren e Paul J. Willis, editores.                                 | Love, Bourbon Street: Reflections of New Orleans (Alyson Publications)                                      |
| 2005 | E. Lynn Harris, editor                                                  | Freedom in This Village: Twenty-Five Years of Black Gay Men's Writing, 1979 to the Present (Carroll & Graf) |
| 2004 | Greg Wharton e Ian Philips, editores.                                   | I Do/I Don't: Queers on Marriage (Suspect Thoughts)                                                         |
| 2003 | Bob Guter e John Killacky, editores.                                    | Queer Crips (Harrington Park Press)                                                                         |
| 2002 | Bruce Shenitz                                                           | The Man I Might Become (Marlowe & Company)                                                                  |
| 2001 | Constantine-Simms, editor                                               | The Greatest Taboo: Homosexuality In Black Communities (Alyson Publication)                                 |
| 2000 | Noelle Howey e Ellen Samuels, editores.                                 | Out of the Ordinary (St. Martin’s)                                                                          |
| 1999 | Steve Hogan e Lee Hudson, editores.                                     | Completely Queer: The Gay e Lesbian Encyclopedia (Henry Holt)                                               |
| 1999 | Kris Kleindienst, editor                                                | This Is What Lesbian Looks Like (Firebrand)                                                                 |
| 1998 | Nisa Donnelly, editor                                                   | Mom: Candid Memoirs by Lesbians About the First Woman in Their Life (Alyson)                                |
| 1998 | David L. Eng                                                            | Q & A: Queer in Asian America (Temple University)                                                           |
| 1997 | Gordon Brent Ingram, AnneMarie Bouthillette, e Yolanda Retter, editores | Queers in Space: Communities, Public Places, Sites of Resistance (Bay)                                      |

Nota: até 2002 a categoria era designada por Antologia/Ensaio; de 2003 a 2004 passou a designar-se por Antologia/Não-ficção.

### Arte e Cultura
| Ano  | Categoria                           | Autor                             | Título                                                                                      |
| ---- | ----------------------------------- | --------------------------------- | ------------------------------------------------------------------------------------------- |
| 2007 | Arte e Cultura                      | Matthew Hays                      | The View From Here (Arsenal Pulp Press)                                                     |
| 2006 | Arte e Cultura                      | Lillian Faderman e Stuart Timmons | Gay L. A.: A History of Sexual Outlaws, Power Politics, And Lipstick Lesbians (Basic Books) |
| 2005 | Belles Lettres                      | Martin Moran                      | The Tricky Part (Beacon Press)                                                              |
| 2004 | Fotografia/Artes Visuais            | Evan Bachner e Harry Abrams       | At Ease: Navy Men of World War II (Harry Abrams)                                            |
| 2003 | Fotografia/Artes Visuais            | Lonthar Schirmer, editor          | Women Seeing Women (W.W. Norton)                                                            |
| 2002 | Fotografia/Artes Visuais            | Dominique Fernandez               | A Hidden Love (Prestel)                                                                     |
| 2001 | Fotografia/Artes Visuais            | David Deitcher                    | Dear Friends: American Photographs of Men Together, 1840-1918 (Harry N. Abrams)             |
| 2000 | Fotografia/Artes Visuais            | Keri Pickett                      | Faeries (Aperture)                                                                          |
| 1999 | Fotografia/Artes Visuais            | James Saslow                      | Pictures e Passions: A History of Homosexuality in the Visual Arts (Viking Press)           |
| 1998 | Fotografia/Artes Visuais (ex-aequo) | David Leddick                     | The Male Nude (Taschen)                                                                     |
| 1998 | Fotografia/Artes Visuais (ex-aequo) | Barbara Seyda with Diana Herrera  | Women in Love (Bullfinch/Little Brown)                                                      |
| 1997 | Fotografia/Artes Visuais (ex-aequo) | David Leddick                     | Naked Men: Pioneering Male Nudes 1935-1955 (Universe)                                       |
| 1997 | Fotografia/Artes Visuais (ex-aequo) | Robert Giard                      | Particular Voices: Portraits of Gay e Lesbian Writers (MIT)                                 |

### Biografia/Autobiografia
| Ano  | Categoria              | Autor            | Título                                                  |
| ---- | ---------------------- | ---------------- | ------------------------------------------------------- |
| 2005 | Biografia              | Sherrill Tippins | February House (Houghton Mifflin)                       |
| 2004 | Autobiografia/Memórias | Alison Smith     | Name All the Animals (Scribner)                         |
| 2004 | Biografia              | Alexis De Veaux  | Warrior Poet: A Biografia of Audre Lorde (W. W. Norton) |
| 2003 | Autobiografia/Memórias | Lillian Faderman | Naked in the Promised Land (Houghton Mifflin)           |
| 2003 | Biografia              | Andrew Wilson    | Beautiful Shadow (Bloomsbury Publishing)                |
| 2002 | Autobiografia          | Betty Berzon     | Surviving Madness (University of Wisconsin-Madison)     |
| 2002 | Biografia              | David Kaufman    | Ridiculous! (Applause Theatre & Cinema)                 |
| 2001 | Autobiografia/Memórias | Andrew Solomon   | Noonday Demon (Scribner)                                |
| 2001 | Biografia              | Barry Werth      | The Scarlet Professor: Newton Arvin (Doubleday)         |

### Erótica
| Ano  | Categoria         | Autor                                | Título                                                               |
| ---- | ----------------- | ------------------------------------ | -------------------------------------------------------------------- |
| 2007 | Erótica           | Simon Sheppard                       | Homosex: 60 Years of Gay Erotica (Running Press)                     |
| 2006 | Gay - Erótica     | Jeff Mann                            | A History of Barbed Wire (Suspect Thoughts)                          |
| 2006 | Lésbico - Erótica | Laurinda D. Brown                    | Walk Like a Man (Q-Boro Books)                                       |
| 2005 | Erótica           | Stacia Seaman e Radclyffe, editores. | Stolen Moments: Erotic Interludes 2 (Bold Strokes)                   |
| 2004 | Gay - Erótica     | Richard Labonte                      | Best Gay Erotica 2005 (Cleis Press)                                  |
| 2003 | Lésbico - Erótica | Tristan Taormino, editor             | Best Lesbian Erotica 2004 (Cleis Press)                              |
| 2002 | Lésbico - Erótica | Tristan Taormino, editor             | Best Lesbian Erotica 2003 (Cleis Press)                              |
| 2001 | Erótica           | Ian Philips                          | See Dick Deconstruct: Literotica for the Satirically Bent (AttaGirl) |

### Espiritualidade
| Ano  | Autor                                  | Título                                                                                  |
| ---- | -------------------------------------- | --------------------------------------------------------------------------------------- |
| 2006 | Michael McColly                        | The After-Death Room (Soft Skull Press)                                                 |
| 2005 | Cheri DiNovo                           | Qu(e)erying Evangelism: Growing a Community from the Outside In (Pilgrim Press)         |
| 2004 | Will Roscoe                            | Jesus e the Shamanic Tradition of Same-Sex Love (Suspect Thoughts)                      |
| 2003 | Fenton Johnson                         | Keeping Faith (Houghton Mifflin)                                                        |
| 2002 | Geoffrey Duncan                        | Courage to Love (Pilgrim Press)                                                         |
| 2001 | Ken Stone, editor (ex-aequo)           | Queer Commentary and the Hebrew Bible(Pilgrim Press)                                    |
| 2001 | Bernard Duncan Mayes (ex-aequo)        | Escaping God’s Closet: The Revelations of a Queer Priest (University Press of Virginia) |
| 2000 | Toby Johnson (ex-aequo)                | Gay Espiritualidade (Alyson Publications)                                               |
| 2000 | Krandall Kraus e Paul Borja (ex-aequo) | It’s Never About What It’s About (Alyson Publications)                                  |
| 1999 | John Stowe (ex-aequo)                  | Gay Spirit Warrior (Findhorn)                                                           |
| 1999 | Keith Boykin (ex-aequo)                | Respecting the Soul (Avon)                                                              |
| 1998 | Donna Minkowitz                        | Ferocious Romance (Free Press)                                                          |
| 1997 | Rebecca Alpert                         | Like Bread on the Seder Plate (Columbia University)                                     |

Nota: até 2000 esta categoria designou-se por Religião/Espiritualidade.

### Estudos LGBT
| Ano  | Categoria        | Autor                                   | Título |
| ---- | ---------------- | --------------------------------------- | --- |
| 2011 | Estudos LGBT     | Scott Herring (ex-aequo)                | Another Country: Queer Anti-Urbanism (New York University Press)                                          |
| 2011 | Estudos LGBT     | Gayle Salaman (ex-aequo)                | Assuming a Body: Transgender and Rhetorics of Materiality (Columbia University Press)                     |
| 2007 | Estudos LGBT     | Sharon Marcus                           | Between Women (Princeton University Press)                                                                |
| 2006 | Estudos LGBT     | Horace L. Griffin                       | Their Own Receive Them Not (Pilgrim Press)                                                                |
| 2005 | Estudos LGBT     | Susan Ackerman                          | When Heroes Love: The Ambiguities of Eros in the Stories of Gilgamesh e David (Columbia University Press) |
| 2004 | Estudos LGBT     | Elisabeth Kirtsoglou                    | For the Love of Women: Gender, Identity e Same-Sex Relations in a Greek Provincial Town (Routledge)       |
| 2003 | Estudos LGBT     | Devon Carbado e Donald Weise, editores. | Time on Two Crosses (Cleis Press)                                                                         |
| 2002 | Estudos LGBT     | Neil Miller                             | Sex-Crime Panic (Alyson Publications)                                                                     |
| 2001 | Estudos LGBT     | Joyce Murdoch e Deb Price               | Courting Justice: Gay Men e Lesbians v. the Supreme Court (Basic Books)                                   |
| 2000 | Estudos Gay      | James J. Berg e Chris Freeman           | The Isherwood Century (University of Wisconsin)                                                           |
| 2000 | Estudos Lésbicos | Harmony Hammond                         | Lesbian Art in America (Rizzoli)                                                                          |
| 1999 | Estudos Gay      | James Saslow                            | Pictures e Passions: A History of Homosexuality in the Visual Arts (Viking Press)                         |
| 1999 | Estudos Lésbicos | Lillian Faderman                        | To Believe in Women: What Lesbians Have Done for America (Houghton Mifflin)                               |
| 1998 | Estudos Gay      | John Loughery                           | The Other Side of Silence (Henry Holt)                                                                    |
| 1998 | Estudos Lésbicos | Joan Nestle                             | A Fragile Union (Cleis)                                                                                   |
| 1997 | Estudos Gay      | Charles Kaiser, editor                  | Gay Metropolis (Houghton Mifflin)                                                                         |
| 1997 | Estudos Lésbicos | Lisa C. Moore                           | Does Your Mama Know? (Redbone)                                                                            |

### Ficção Científica/Fantástico/Horror
| Ano  | Autor                                                 | Título                                                 |
| ---- | ----------------------------------------------------- | ------------------------------------------------------ |
| 2011 | Sandra McDonald                                       | Diana Comet and Other Improbable Stories (Lethe Press) |
| 2007 | Lee Thomas                                            | The Dust of Wonderland (Alyson Books)                  |
| 2006 | Neal Drinnan                                          | Izzy e Eve (Green Candy Press)                         |
| 2005 | Katherine V. Forrest                                  | Daughters of an Emerald Dusk (Alyson Publications)     |
| 2004 | Jim Grimsley                                          | The Ordinary (Tor Books)                               |
| 2003 | Helen Sandler, editor                                 | Necrologue (Diva Books)                                |
| 2002 | Michael Rowe, editor                                  | Queer Fear II (Arsenal Pulp)                           |
| 2001 | Melissa Scott e Lisa A. Barnett                       | Point of Dreams (Tor)                                  |
| 2000 | Jim Grimsley                                          | Kirith Kirin (Meisha Merlin)                           |
| 1999 | Richard Bowe                                          | Minions of the Moon (Tor)                              |
| 1998 | Nicola Griffith e Stephen Pagel, editores. (ex-aequo) | Bending the Landscape II (Overlook)                    |
| 1998 | Clive Barker (ex-aequo)                               | Galilee (HarperCollins)                                |
| 1997 | Nicola Griffith e Stephen Pagel                       | Bending the Landscape (White Wolf)                     |

### Gay/Homem
Nota: a partir de 2007 as categorias Gay passaram a designar-se por Homem.

#### Gay - Revelação
| Ano  | Autor             | Título                                  |
| ---- | ----------------- | --------------------------------------- |
| 2011 | David Pratt       | Bob the Book (Chelsea Station Editions) |
| 2007 | Christopher Kelly | A Push and a Shove (Alyson Books)       |
| 2006 | Robert Westfield  | Suspension: A Novel (Harper Perennial)  |
| 2005 | Vestal McIntyre   | You Are Not the One (Carroll & Graf)    |
| 2004 | Blair Mastbaum    | Clay's Way (Alyson Publications)        |

#### Gay/Homem - Ficção
| Ano  | Autor              | Título                                         |
| ---- | ------------------ | ---------------------------------------------- |
| 2011 | Adam Haslett       | Union Atlantic (Doubleday)                     |
| 2007 | Andre Aciman       | Call Me By Your Name (Farrar, Straus & Giroux) |
| 2006 | Robert Westfield   | Suspension: A Novel (Harper Perennial)         |
| 2005 | Dennis Cooper      | The Sluts (Carroll & Graf)                     |
| 2004 | Colm Tóibín        | O Mestre (Scribner)                            |
| 2003 | Christopher Bram   | Lives of the Circus Animals (William Morrow)   |
| 2002 | Jamie O'Neill      | At Swim, Two Boys (Scribner)                   |
| 2001 | Allan Gurganus     | The Practical Heart (Knopf)                    |
| 2000 | K.M. Soehnlein     | The World of Normal Boys (Kensigton)           |
| 1999 | Matthew Stadler    | Allan Stein (Grove)                            |
| 1998 | Mark Merlis        | An Arrow’s Flight (St. Martin’s)               |
| 1997 | Aryeh Lev Stollman | The Far Euphrates (Putnam)                     |

#### Gay/Homem - Memórias/Biografia
| Ano  | Autor           | Título |
| ---- | --------------- | --- |
| 2011 | Justin Spring   | Secret Historian: The Life and Times of Samuel Steward, Professor, Tattoo Artist and Sexual Renegade (Farrar, Straus & Giroux) |
| 2007 | Kevin Sessums   | Mississippi Sissy (St. Martin's Press)                                                                                         |
| 2006 | Bernard Cooper  | The Bill From My Father (Simon & Schuster)                                                                                     |
| 2000 | Douglas Murray  | Bosie (Talk Miramax) |
| 1999 | Jesse Green     | The Velveteen Father (Villard)                                                                                                 |
| 1998 | William J. Mann | Wisecracker (Viking Press) |
| 1997 | Rafael Campo    | The Poetry of Healing (W.W. Norton)                                                                                            |

Nota: até 2000 esta categoria designou-se por Gay - Biografia/Autobiografia.

#### Gay/Homem - Mistério
| Ano  | Autor              | Título                                                       |
| ---- | ------------------ | ------------------------------------------------------------ |
| 2011 | David Lennon       | Echoes (Blue Spike Publishing)                               |
| 2007 | Greg Herren        | Murder in the Rue Chartres (Alyson Books)                    |
| 2006 | Garry Ryan         | The Lucky Elephant Restaurant (NeWest Press)                 |
| 2005 | D. Travers Scott   | One of These Things is Not Like the Other (Suspect Thoughts) |
| 2004 | Anthony Bidulka    | Flight of Aquavit (Insomniac Press)                          |
| 2003 | John Morgan Wilson | Blind Eye (St. Martin's Press)                               |
| 2002 | Christopher Rice   | The Snow Garden (Miramax Press)                              |
| 2001 | Michael Nava       | Rag e Bone (G.P. Putnam)                                     |
| 2000 | John Morgan Wilson | The Limits of Justice (Doubleday)                            |
| 1999 | John Morgan Wilson | Justice at Risk (Doubleday)                                  |
| 1998 | R.D. Zimmerman     | Outburst (Delacourt)                                         |
| 1997 | David Hunt         | The Magician’s Tale (Putnam)                                 |

#### Gay - Poesia
| Ano  | Autor                      | Título                                              |
| ---- | -------------------------- | --------------------------------------------------- |
| 2006 | Jim Elledge                | A History of My Tattoo (Stonewall/BrickHouse Books) |
| 2005 | Richard Siken              | Crush (Yale University)                             |
| 2004 | Luis Cernuda               | Written in Water (City Lights Publishers)           |
| 2003 | Mark Bibbins               | Sky Lounge (Graywolf Press)                         |
| 2002 | J.D. McClatchy             | Hazmat (Alfred A. Knopf)                            |
| 2001 | Mark Doty                  | Source (HarperCollins)                              |
| 2000 | Carl Phillips              | Pastoral (Graywolf)                                 |
| 1999 | Mark Wunderlich (ex-aequo) | The Anchorage (UMASS)                               |
| 1999 | Richard Howard (ex-aequo)  | Trappings (Turtle Point)                            |
| 1998 | J.D. McClatchy             | Ten Commandments (Knopf)                            |
| 1997 | Cyrus Cassells             | Beautiful Signor (Copper Canyon)                    |

#### Gay/Homem - Romance
| Ano  | Autor               | Título                                     |
| ---- | ------------------- | ------------------------------------------ |
| 2007 | Michael Thomas Ford | Changing Tides (Kensington Books)          |
| 2006 | Rob Byrnes          | When the Stars Come Out (Kensington Books) |

### Humor
| Ano  | Autor               | Título                                                                              |
| ---- | ------------------- | ----------------------------------------------------------------------------------- |
| 2006 | Joe Keenan          | My Lucky Star (Little Brown)                                                        |
| 2005 | David Rakoff        | Don't Get Too Comfortable (Doubleday)                                               |
| 2004 | David Sedaris       | Dress Your Family in Corduroy e Denim (Little, Brown e Company)                     |
| 2003 | Alison Bechdel      | Dykes e Sundry Other Carbon-Based Life-Forms to Watch Out For (Alyson Publications) |
| 2002 | Dan Savage          | Skipping Towards Gomorrah (Dutton)                                                  |
| 2001 | David Rakoff        | Fraud (Doubleday)                                                                   |
| 2000 | David Sedaris       | Me Talk Pretty One Day (Little Brown)                                               |
| 1999 | Michael Thomas Ford | That’s Mr. Faggot To You (Alyson)                                                   |
| 1998 | Michael Thomas Ford | Alec Baldwin Doesn’t Love Me e Other Trials of My Queer Life (Alyson)               |
| 1997 | Bob Smith           | Openly Bob (Rob Weisbach)                                                           |

### Infantil/Juvenil
| Ano  | Autor                                                | Título                                                    |
| ---- | ---------------------------------------------------- | --------------------------------------------------------- |
| 2011 | Jane Eagland                                         | Wildthorn (Hougthon Mifflin Harcourt)                     |
| 2007 | Perry Moore                                          | Hero (Hyperion)                                           |
| 2006 | David Levithan e Billy Merrell, editores. (ex-aequo) | Full Spectrum (Random House Children's Books)             |
| 2006 | Julie Anne Peters (ex-aequo)                         | Between Mom & Jo (Little Brown)                           |
| 2005 | Shyam Selvadurai                                     | Swimming in the Monsoon Sea (Tundra Press)                |
| 2004 | Alex Sanchez                                         | So Hard to Say (Simon & Schuster Books for Young Readers) |
| 2003 | David Levithan                                       | Boy Meets Boy (Knopf Books for Young Readers)             |
| 2002 | Bonnie Shimko                                        | Letters in the Attic (Academy Chicago Press)              |
| 2001 | Julia Watts                                          | Finding H.F. (Alyson Publications)                        |
| 2000 | Noelle Howey e Ellen Samuels, editores.              | Out of the Ordinary (St. Martin’s)                        |
| 1999 | Ellen Wittlinger                                     | Hard Love (Simon & Schuster)                              |
| 1998 | Kevin Jennings                                       | Telling Tales Out of School (Alyson)                      |
| 1997 | Jacqueline Woodson                                   | The House You Pass On the Way (Delacorte)                 |

### Lésbico/Mulher

#### Lésbico - Revelação
| Ano  | Autor             | Título                                                        |
| ---- | ----------------- | ------------------------------------------------------------- |
| 2011 | Amber Dawn        | Sub Rosa (Arsenal Pulp Press)                                 |
| 2007 | Aoibheann Sweeney | Among Other Things, I've Taken Up Smoking (The Penguin Press) |
| 2006 | Ellis Avery       | The Teahouse Fire (Riverhead Books)                           |
| 2005 | Ali Leibegott     | The Beautifully Worthless (Suspect Thoughts)                  |
| 2004 | Judith Frank      | Crybaby Butch (Firebrand)                                     |

#### Lésbico - Ficção
| Ano  | Autor           | Título                             |
| ---- | --------------- | ---------------------------------- |
| 2011 | Eileen Myles    | Inferno (A Poet's Novel (OR Books) |
| 2007 | Ali Liebegott   | The IHOP Papers (Carroll & Graf)   |
| 2006 | Sarah Waters    | The Night Watch (Riverhead Books)  |
| 2005 | Abha Dawesar    | Babyji (Anchor Books)              |
| 2004 | Stacey D'Erasmo | A Seahorse Year (Houghton Mifflin) |
| 2003 | Nina Revoyr     | Southland (Akashic Books)          |
| 2002 | Sarah Waters    | Fingersmith (Riverhead)            |
| 2001 | Achy Obejas     | Days of Awe (Ballantine)           |
| 2000 | Michelle Tea    | Valencia (Seal)                    |
| 1999 | Sarah Waters    | Tipping the Velvet (Riverhead)     |
| 1998 | Dorothy Allison | Cavedweller (Dutton)               |
| 1997 | Elana Dykewomon | Beyond the Pale (Press Gang)       |

#### Lésbico Memórias/Biografia
| Ano  | Autor                       | Título                                                                                               |
| ---- | --------------------------- | --- |
| 2011 | Barbara Hammer (ex-aequo)   | Hammer! Making Movies Out of Sex and Life (The Feminist Press)                                       |
| 2011 | Julie Marie Wade (ex-aequo) | Wishbone: A Memoir in Fractures (Colgate University Press)                                           |
| 2007 | Nicola Griffith             | And Now We Are Going to Have a Party (Payseur & Schmidt)                                             |
| 2006 | Alison Bechdel              | Fun Home (Houghton Mifflin)                                                                          |
| 2000 | Judith Barrington           | Lifesaving (Eight Mountain)                                                                          |
| 1999 | Diana Souhami               | The Trials of Radclyffe Hall (Doubleday)                                                             |
| 1998 | Alison Bechdel              | The Indelible Alison Bechdel; Confessions, Comix, e Miscellaneous Dykes to Watch Out For (Firebrand) |
| 1997 | Barbara Wilson              | Blue Windows: a Christian Science Childhood (Picador)                                                |

Nota: até 2000 a categoria designou-se porLésbico - Biografia/Autobiografia.

#### Lésbico - Mistério
| Ano  | Autor                      | Título                                           |
| ---- | -------------------------- | ------------------------------------------------ |
| 2011 | Val McDermid               | Fever of the Bone (HarperCollins)                |
| 2007 | Gabrielle Goldsby          | Wall of Silence (Bold Strokes Books)             |
| 2006 | Laurie R. King             | The Art of Detection (Bantam Books)              |
| 2005 | Alicia Gaspar de Alba      | Desert Blood: The Juarez Murders (Arte Publico)  |
| 2004 | Katherine V. Forrest       | Hancock Park (Berkley Prime Crime/Penguin Group) |
| 2003 | Elizabeth Sims             | Damn Straight (Alyson Publications)              |
| 2002 | Elizabeth Woodcraft        | Good Bad Woman (Kensington)                      |
| 2001 | Ellen Hart                 | Merchant of Venus (St. Martin’s Press)           |
| 2000 | Jean Marcy                 | Mommy Deadest (New Victoria)                     |
| 1999 | Ellen Hart                 | Hunting the Witch (St. Martin's)                 |
| 1998 | Nicola Griffith (ex-aequo) | The Blue Place (Avon)                            |
| 1998 | Sarah Dreher (ex-aequo)    | Shaman’s Moon (New Victoria)                     |
| 1997 | Randye Lordon              | Father Forgive Me (Avon)                         |

#### Lésbico - Poesia
| Ano  | Autor                   | Título                                                    |
| ---- | ----------------------- | --------------------------------------------------------- |
| 2006 | Sina Queyras            | Lemon Hound (Coach House Books)                           |
| 2005 | June Jordan             | Directed by Desire: Collected Poems (Copper Canyon Press) |
| 2004 | Beverly Burch           | Sweet to Burn (Gival Press)                               |
| 2003 | Minnie Bruce Pratt      | The Dirt She Ate (University of Pittsburgh Press)         |
| 2002 | Ellen Bass              | Mules of Love (BOA Editions)                              |
| 2001 | Adrienne Rich           | Fox (Norton Publishing)                                   |
| 2000 | Elena Georgiou          | Mercy Mercy Me (Painted Leaf)                             |
| 1999 | Olga Broumas            | Rave (Copper Canyon Press)                                |
| 1998 | Gerry Gomez Pearlberg   | Marianne Faithfull’s Cigarette (Cleis Press)              |
| 1997 | Joan Larkin (ex-aequo)  | Cold River (Painted Leaf)                                 |
| 1997 | Eileen Myles (ex-aequo) | School of Fish (Black Sparrow)                            |

#### Lésbico - Romance
| Ano  | Autor           | Título                      |
| ---- | --------------- | --------------------------- |
| 2007 | K. G. MacGregor | Out of Love (Bella Books)   |
| 2006 | Georgia Beers   | Fresh Tracks (Bold Strokes) |

### Não-ficção
| Ano  | Autor                                        | Título                                                                                      |
| ---- | -------------------------------------------- | ------------------------------------------------------------------------------------------- |
| 2011 | Virginia Despentes                           | King Kong Theory (The Feminist Press)                                                       |
| 2007 | Michael S. Sherry                            | Gay Artists in Modern American Culture (University of North Carolina Press)                 |
| 2006 | Lillian Faderman e Stuart Timmons (ex-aequo) | Gay L. A.: A History of Sexual Outlaws, Power Politics, And Lipstick Lesbians (Basic Books) |
| 2006 | Marcia M. Gallo (ex-aequo)                   | Different Daughters (Carroll & Graf)                                                        |
| 2005 | Thomas Glave                                 | Words to Our Now (University of Minnesota)                                                  |

### Romance
| Ano  | Autor               | Título                                        |
| ---- | ------------------- | --------------------------------------------- |
| 2005 | Radclyffe           | Distant Shores, Silent Thunder (Bold Strokes) |
| 2004 | Steven Kluger       | Almost Like Being in Love (HarperCollins)     |
| 2003 | Michael Thomas Ford | Last Summer (Kensington Publishing)           |
| 2002 | Andrew W.M. Beierle | The Winter of Our Discoteque (Kensington)     |
| 2001 | Silvia Brownrigg    | Pages for You (Farrar, Straus e Giroux))      |

### Transgénero/GenderQueer/Bissexual
| Ano  | Categoria               | Autor                                       | Título                                                                      |
| ---- | ----------------------- | ------------------------------------------- | --------------------------------------------------------------------------- |
| 2007 | Transgénero             | Cris Beam                                   | Transparent (Harcourt)                                                      |
| 2007 | Bissexual               | Brent Hartinger                             | Split Screen (Harper Collins Children's Books)                              |
| 2006 | Transgénero/GenderQueer | Susan Stryker e Stephen Whittle , editores. | The Transgénero Studies Reader (Routledge)                                  |
| 2006 | Bissexual               | Michael Szymanski e Nicole Kristal          | The Bissexual's Guide to the Universe (Alyson Publications)                 |
| 2005 | Transgénero/GenderQueer | Charlie Anders                              | Choir Boy (Soft Skull Press)                                                |
| 2004 | Transgénero/GenderQueer | Mariette Pathy Allen                        | The Gender Frontier (Kehrer Verlag)                                         |
| 2003 | Transgénero/Queer       | Jennifer Finney Boylan                      | She's Not There (Broadway Books)                                            |
| 2002 | Transgénero             | Noelle Howey                                | Dress Codes (Picador)                                                       |
| 2001 | Transgénero/Bissexual   | Virginia Ramey Mollenkott                   | Omnigender: A Trans-religious Approach (Pilgrim Press)                      |
| 2000 | Transgénero             | David Ebershoff                             | The Danish Girl (Viking)                                                    |
| 1999 | Transgénero/Bissexual   | Jackie Kay                                  | Trumpet (Pantheon)                                                          |
| 1998 | Transgénero/Bissexual   | Michael R. Gorman                           | The Empress Is a Man (Harrington Park)                                      |
| 1997 | Transgénero (ex-aequo)  | Carol Queen e Lawrence Schimel, editores.   | PoMoSexuals: Challenging Assumptions about Gender e Sexuality (Cleis Press) |
| 1997 | Transgénero (ex-aequo)  | Daphne Scholinski e Jane Meredith Adams     | The Last Time I Wore a Dress (Putnam)                                       |

### Teatro
| Ano  | Autor                                                                                 | Título                                                     |
| ---- | ------------------------------------------------------------------------------------- | ---------------------------------------------------------- |
| 2011 | The Five Lesbian Brothers: Maureen Angelos, Dominique Dibbell, Peg Healey e Lisa Kron | Oedipus at Palm Springs (Samuel French)                    |
| 2007 | Steve Susoyev e George Birimisa, eds.                                                 | Return to the Caffe Cino (Moving Finger Press)             |
| 2006 | Tim Miller                                                                            | 1001 Beds (University of Wisconsin-Madison)                |
| 2004 | Doug Wright                                                                           | I Am My Own Wife (Farrar, Straus e Giroux)                 |
| 2003 | Brian Drader                                                                          | Prok (Scirocco Teatro)                                     |
| 2000 | John Cameron Mitchell, music e lyrics by Stephen Trask                                | Hedwig e the Angry Inch (Overlook)                         |
| 1999 | Craig Lucas                                                                           | What I Meant Was (TCG)                                     |
| 1998 | Holly Hughes                                                                          | O Solo Homo (Grove)                                        |
| 1997 | Moises Kaufman                                                                        | Gross Indecency: the Three Trials of Oscar Wilde (Vintage) |

### Outros
| Ano  | Categoria              | Autor                     | Título                                       |
| ---- | ---------------------- | ------------------------- | -------------------------------------------- |
| 2007 | Poesia                 | Henri Cole                | Blackbird and Wolf (Farrar, Straus & Giroux) |
| 2002 | Obras Pioneiras        | Barbara Grier             |                                              |
| 2002 | Small Press            | Kings Crossing Publishing |                                              |
| 2001 | Romance                | Silvia Brownrigg          | Pages for You (Farrar, Straus e Giroux))     |
| 2001 | Small Press            | Mariana Romo-Carmona      | Conversaciones! (Cleis)                      |
| 2000 | Small Press (ex-aequo) | Lauren Sanders            | Kamikaze Lust (Akashic)                      |
| 2000 | Small Press (ex-aequo) | Erasmo Guerra             | Between Dances (Painted Leaf)                |
| 1999 | Small Press            | Henry Flesh               | Massage (Akashic)                            |
| 1998 | Obras Pioneiras        | Katherine V. Forrest      |                                              |
| 1998 | Small Press            | Sharon Bridgforth         | the bull-jean stories (RedBone)              |
| 1997 | Obras Pioneiras        | Ron Hanby, Bookazine      |                                              |
| 1997 | Small Press            | Lisa C. Moore             | Does Your Mama Know? (Redbone)               |